# Unitats geogràfiques censals del Canadà
Les unitats geogràfiques censals del Canadà (en anglès: census geographic units of Canada) són divisions territorials definides i utilitzades per Statistics Canada per a portar a terme censos que prenen lloc cada cinc anys. Existeixen quatre nivells d'aquestes unitats: el més alt es correspon amb les províncies i territoris del Canadà; aquests es divideixen en un segon nivell, les divisions censals (census divisions), les quals se subdivideixen en un tercer nivell conegut com a subdivisions censals (census subdivisions; es corresponen aproximadament amb les Llista de les 100 municipalitats més grans del Canadà en població municipalitats) i un quart nivell, àrees de disseminació (dissemination areas).

## Comtat
El comtat és la principal divisió utilitzada a les províncies de Nova Escòcia, l'Illa del Príncep Eduard, Nova Brunswick, el Quebec i Ontario. Aquests comtats es van establir per primera vegada en aquestes províncies imitant el model anglès principalment per facilitar el registre de les propietats, organitzar els tribunals judicials locals i facilitar l'organització de l'administració municipal local i els districtes electorals provincials.
A l'Illa del Príncep Eduard, Nova Brunswick i el Quebec, l'estructura històrica del comtat només s'utilitza per descriure la situació dels habitatges, però la resta de funcions les han assumit les províncies i organitzacions municipals. A Nova Escòcia el comtat segueix essent una administració rural amb alguns comtats dividists en districtes.
Ontario sí que ha conservat els comtats com a unitats municipals i judicials. Per la seva banda, el Quebec va reorganitzar completament la seva administració municipal el 1979, donant lloc a una nova entitat administrativa, els municipis regionals de comtat. A l'oest del Canadà només es conserven els comtats a Alberta, amb funcions administratives i educatives. En altres parts del Canadà s'utilitza la paraula comtat com a sinònim de districte o municipi rural.